# Another Look at Harmony
Another Look at Harmony est une œuvre musicale de Philip Glass composée de quatre parties distinctes. La dernière partie intitulée Another Look at Harmony, Part IV fait partie des œuvres fondatrices de la musique minimaliste.

## Historique
Les quatre parties de Another Look at Harmony ont été créées durant les années 1975 et 1976. Les deux premières parties ne furent pratiquement jamais jouées et ont été largement occultées par la qualité des deux dernières.

## Structure
- Another Look at Harmony, Part I et II ont été composées pour le Philip Glass Ensemble.
- Another Look at Harmony, Part III a été composée pour une clarinette, piano et voix. L'exécution de l'œuvre dure environ 15 minutes.
- Another Look at Harmony, Part IV a été composée pour un chœur et un orgue. Philip Glass en disait : « Cette œuvre marque l'arrivée de mouvements harmoniques tout en n'abandonnant pas les structures rythmiques de mes précédents travaux. Elle préfigure ce qui sera Einstein on the Beach »[1]. L'exécution de l'œuvre dure environ 50 minutes.

## Enregistrements
- Another Look at Harmony, Part IV, The Western Winds, direction Michael Riesman, Orange Mountain Music, 2002